# Emblema nacional de Sri Lanka
La versión actual del escudo de Sri Lanka fue adoptada en 1972, al producirse la independencia del país.
En la parte central de este escudo figura un león amarillo o dorado que porta una espada y que está en el interior de un círculo de color rojo con un borde compuesto por pétalos dorados o amarillos de una flor de loto. Los pétalos de loto están rodeados por una corona de espigas de arroz que crecen en un recipiente situado en la parte inferior del escudo. Al lado de este recipiente aparecen representados, con rostros, la luna y el sol que son símbolos de longevidad. 
En la parte superior del escudo figura el Dharma chakra, el "Torno del Destino" que es un símbolo budista.
El león armado con la espada también aparece representado en la bandera nacional, es un símbolo adoptado del estandarte que tuvo el desaparecido Reino de Kandy.

## Escudos históricos
Antes de la independencia, Ceilán usaba el escudo del Reino Unido como emblema imperial y un escudo específico para la colonia, que en un primer momento contenía un elefante y unos cocoteros y, más adelante, un elefante frente a una estupa. El elefante y los cocoteros ya aparecían en el escudo que identificaba la colonia neerlandesa de Ceilán. Cuando, en 1948, la isla obtuvo la independencia del Reino Unido como Dominio de la Mancomunidad, se creó una comisión encargada de crear un emblema estatal, siguiendo las recomendaciones de la cual se adoptó un nuevo escudo en 1952.
El antiguo estandarte del Reino de Kandy fue adoptado como bandera estatal, de la cual derivó el nuevo escudo, de campo circular de color marrón con un león pasante de oro sosteniendo una espada. El escudo estaba rodeado por pétalos de loto y timbrado con la corona real.
El escudo actual de la República Socialista Democrática de Sri Lanka data de 1972, según la guía de Nissanka Wijeyeratne, secretario permanente del Ministerio de Asuntos Culturales y presidente de la Comisión para el Diseño de la Bandera y el Emblema Nacionales. El diseño fue obra del monje budista y escultor Mapalagama Wipulasara Maha Thera.

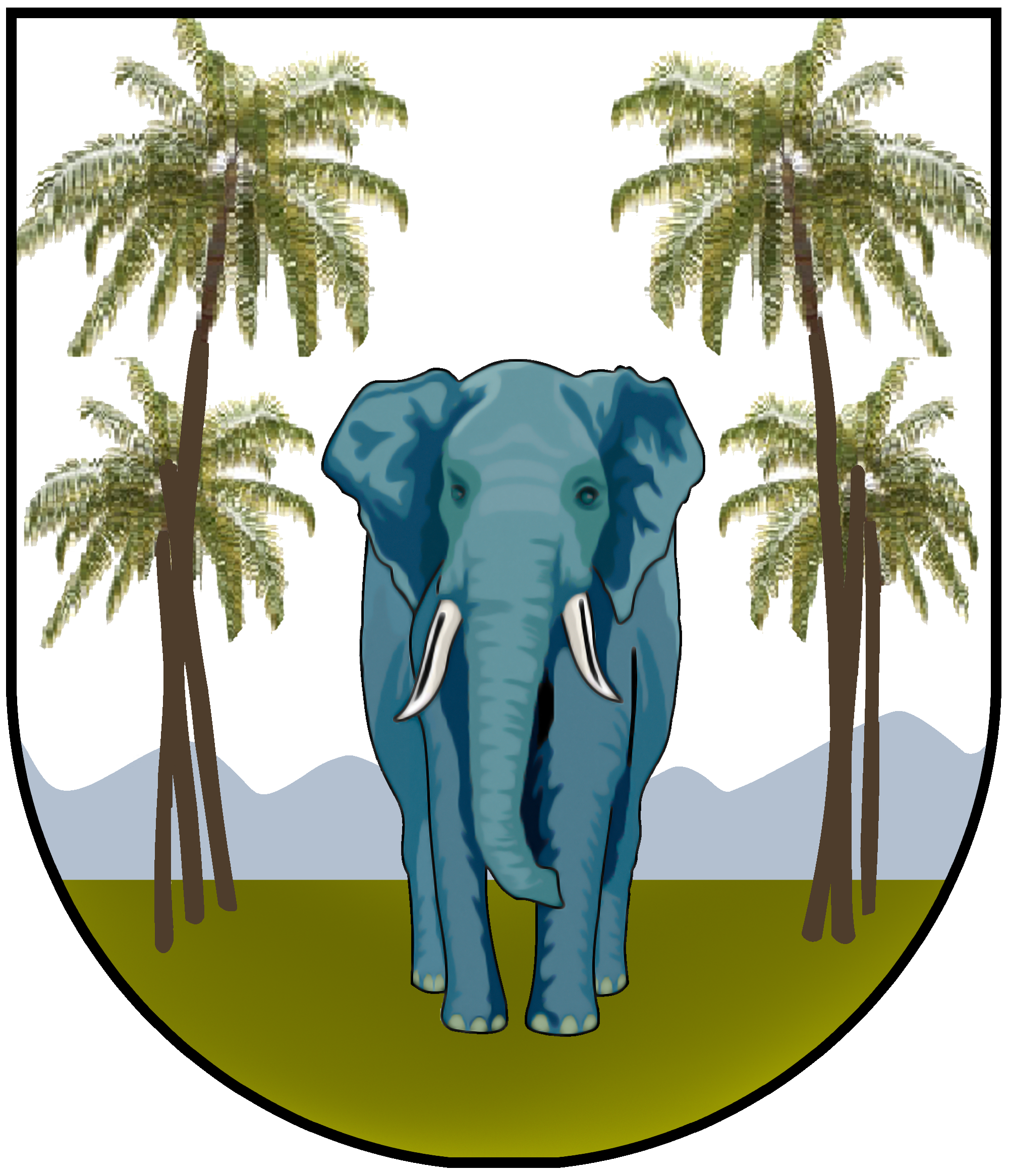
Escudo de armas del Ceilán portugués (1505-1658)
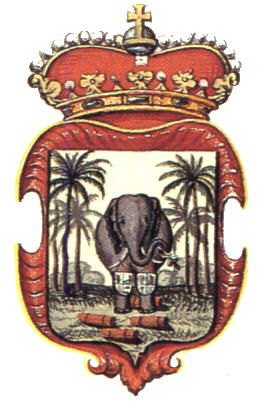
Escudo de armas del Ceilán neerlandés (1602-1796)
Primer escudo del Ceilán británico (1802-1948)
Escudo de armas del Ceilán británico (1875-1948)
Escudo de armas del Dominio de Ceilán (1952-1972)